# Friedrich Greim
Friedrich Wilhelm Greim (* 12. Mai 1824 in Mommenheim (Rheinhessen); † 8. April 1913 in Darmstadt) war ein deutscher Lehrer und Politiker im Großherzogtum Hessen.

## Leben
Greim war der Sohn des Pfarrers Karl Friedrich Greim und dessen Ehefrau Marie Philippine geb. Kessel. Der Protestant Greim heiratete 1858 Mathilde Emma Katinka geb. Heddäus (1834–1908).
Greim studierte an der Hessischen Ludwigs-Universität Philologie und wurde 1844 im Corps Rhenania Gießen aktiv. Im selben Jahr wurde er noch Mitglied des Corps Hasso-Nassovia. 1846 erhielt er das Band des Corps Hassia Gießen. 1857 Realschullehrer in Offenbach am Main. 1860 wurde er 1. Lehrer und Dirigent an der Realschule in Alsfeld, bevor er 1863 als Direktor der Realschule nach Offenbach zurückkehrte. Von 1872 bis 1874 saß er in der Zweiten Kammer der Landstände des Großherzogtums Hessen. Er wurde für den Wahlbezirk der Stadt Offenbach gewählt. Er wurde 1874 zum Oberschulrat und 1880 zum Geheimen Oberschulrat ernannt. Ab 1881 war er Mitglied der Hessischen Zentralstelle für Landesstatistik in Darmstadt. 1895 wurde er pensioniert. 

## Ehrungen
- Ehrenmitglied des Corps Rhenania Gießen[1]